# منى مينا

منى مينا تتوسط أعضاء حركة أطباء بلا حقوق أثناء اجتماع بنقابة أطباء قنا

منى معين مينا غبريال (ولدت في 26 يونيو 1958) هي طبيبة وناشطة مصرية تشغل منصب المنسق العام لحركة أطباء بلا حقوق وعضو مجلس النقابة العامة لأطباء مصر.
شاركت منى مينا في تنظيم إضرابات الأطباء في مايو 2011 وأكتوبر 2012 للمطالبة بتحسين الاجور وتأمين المستشفيات ورفع ميزانية الصحة في مصر، كما شاركت في ثورة 25 يناير من بدايتها وكانت عضوا بارزًا في المستشفى الميداني الذي أنشئ لإسعاف المصابين من المتظاهرين.
تخرجت منى مينا في كلية طب جامعة عين شمس سنة 1983، وحصلت على دبلوم الدراسات العليا في طب الأطفال سنة 1990.

## الحياة الشخصية
في عام 1980م  تزوجت من مهندس مصري مسلم أسمه سعيد أبو طالب ، ولديها ولد هو شادي سعيد وبنت هي سلمى سعيد أبو طالب

## وصلات خارجية
- مقالات منى مينا في جريدة الشروق